# 上下駅
上下駅（じょうげえき）は、広島県府中市上下町上下にある、西日本旅客鉄道（JR西日本）福塩線の駅である。福塩線で最も標高が高い駅である。

## 歴史
- 1935年（昭和10年）11月15日：鉄道省福塩北線（現・福塩線）吉舎駅 - 当駅間延伸時に終着駅として開設[2]。
- 1938年（昭和13年）7月28日：当駅 - 福塩南線府中町駅（現・府中駅）間延伸、途中駅となる。同時に福山駅 - 塩町駅間が福塩線とされ、その所属となる。
- 1970年（昭和45年）12月10日：貨物取扱廃止[2]。
- 1985年（昭和60年）3月14日：荷物扱い廃止[2]。
- 1987年（昭和62年）4月1日：国鉄分割民営化に伴い、西日本旅客鉄道（JR西日本）の駅となる[2]。

## 駅構造
相対式ホーム2面2線を有する列車交換可能な地上駅。駅舎は上りホーム側にあり、両ホームは跨線橋で連絡している。両ホーム共に上下両方向への発車に対応しており、それぞれ列車折返しが可能であるが、現行ダイヤでは折返す定期列車は設定されていない。
府中市が受託する三次駅管理の簡易委託駅。駅舎内に売店があり、乗車券は窓口で発券する。

### のりば
| のりば | 路線   | 方向 | 行先           |
| ------ | ------ | ---- | -------------- |
| 1      | 福塩線 | 上り | 府中・福山方面 |
| 2      | 福塩線 | 下り | 塩町・三次方面 |

- 以前は夜間滞泊が設定されていた。

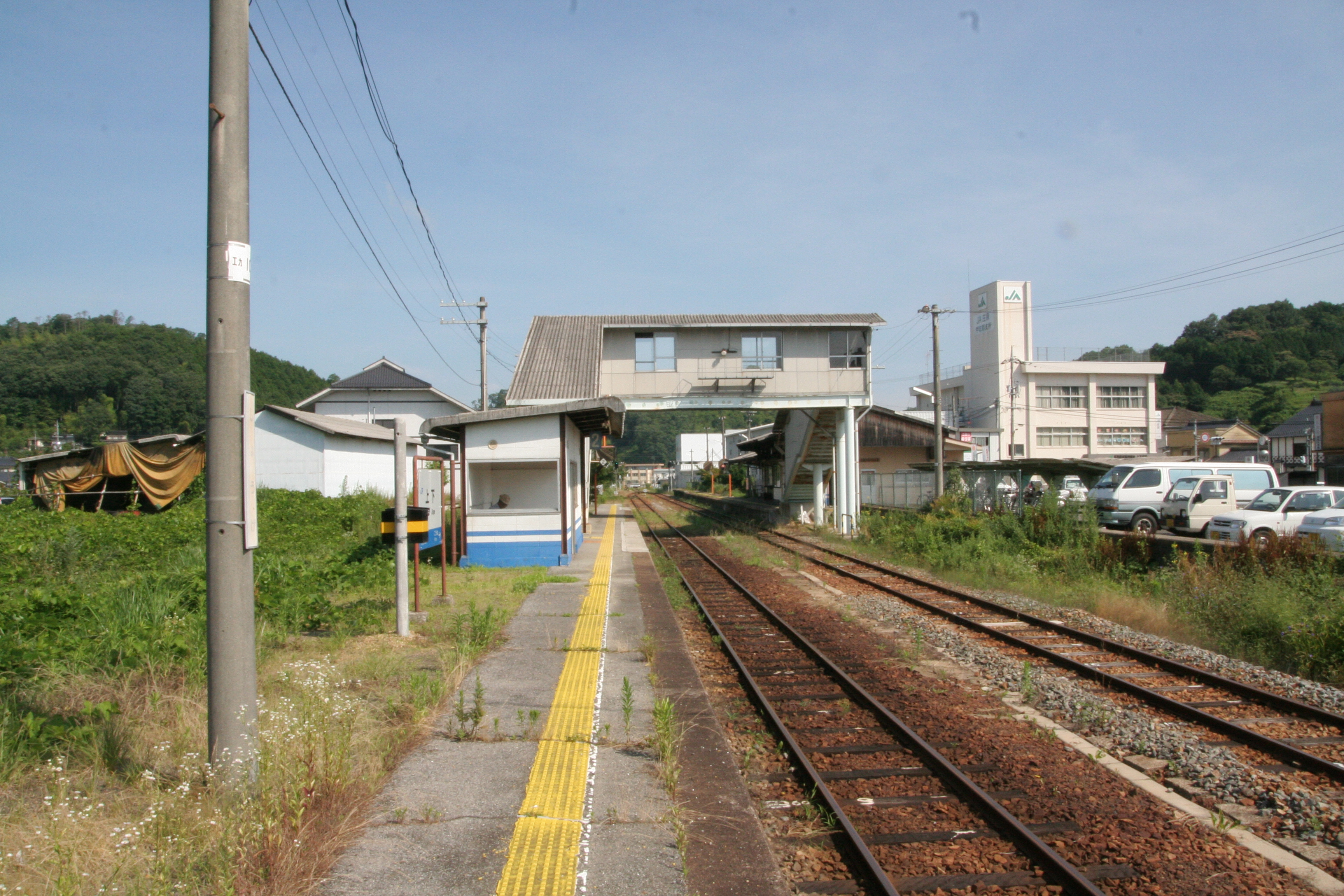
構内（2008年7月）
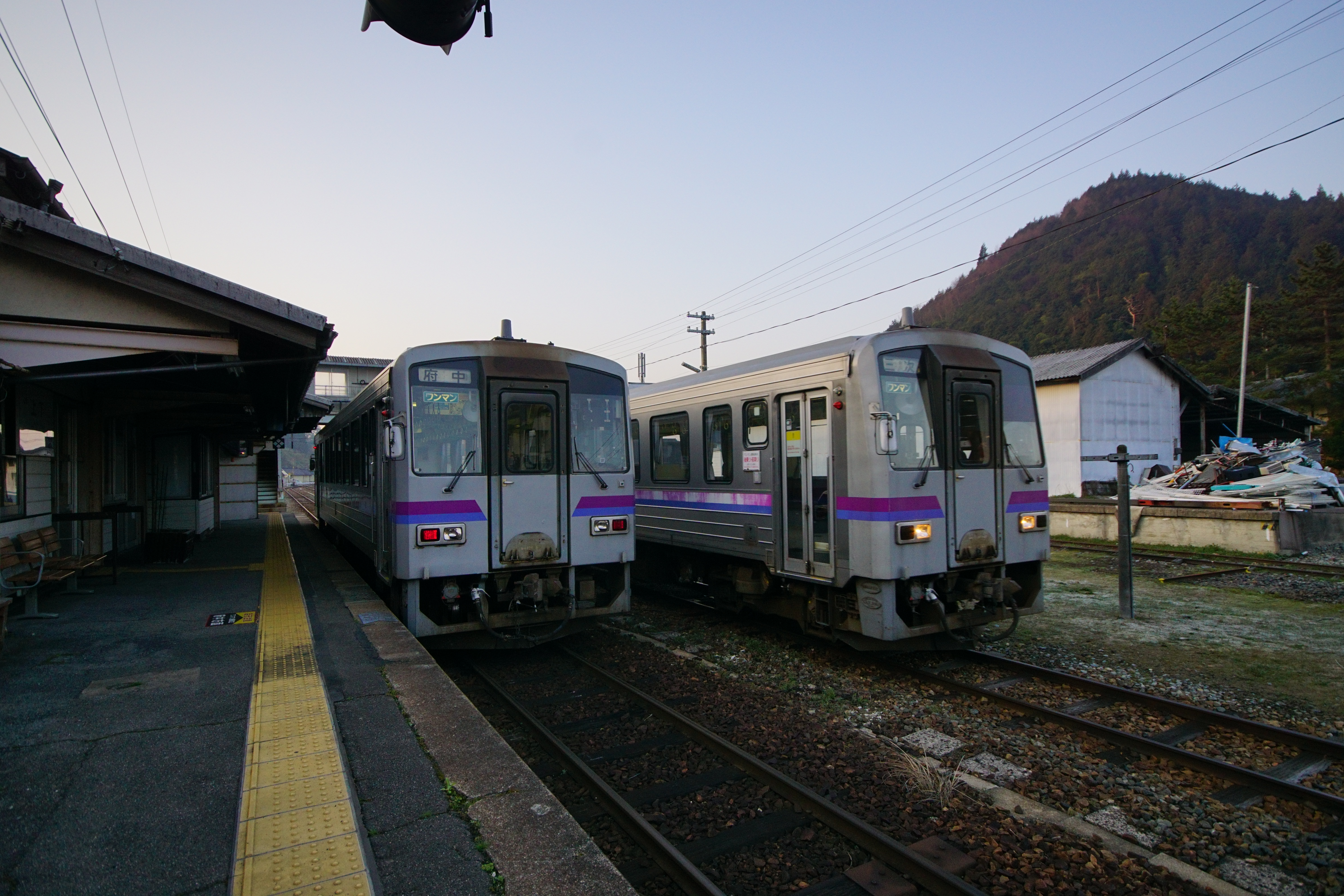
当駅で交換中の普通列車（2017年4月）

## 利用状況
近年の1日平均乗車人員の推移は以下の通り。
| 年度                | 1日平均 乗車人員 |
| ------------------- | ---------------- |
| 1987年（昭和62年）  | 315              |
| 1988年（昭和63年）  | 351              |
| 1989年（平成 元年） | 306              |
| 1990年（平成02年）  | 91               |
| 1991年（平成03年）  | 225              |
| 1992年（平成04年）  | 206              |
| 1993年（平成05年）  | 139              |
| 1994年（平成06年）  | 138              |
| 1995年（平成07年）  | 123              |
| 1996年（平成08年）  | 107              |
| 1997年（平成09年）  | 96               |
| 1998年（平成10年）  | 97               |
| 1999年（平成11年）  | 100              |
| 2000年（平成12年）  | 105              |
| 2001年（平成13年）  | 123              |
| 2002年（平成14年）  | 123              |
| 2003年（平成15年）  | 119              |
| 2004年（平成16年）  | 105              |
| 2005年（平成17年）  | 101              |
| 2006年（平成18年）  | 80               |
| 2007年（平成19年）  | 79               |
| 2008年（平成20年）  | 75               |
| 2009年（平成21年）  | 77               |
| 2010年（平成22年）  | 75               |
| 2011年（平成23年）  | 74               |
| 2012年（平成24年）  | 71               |
| 2013年（平成25年）  | 72               |
| 2014年（平成26年）  | 73               |
| 2015年（平成27年）  | 69               |
| 2016年（平成28年）  | 79               |
| 2017年（平成29年）  | 72               |
| 2018年（平成30年）  | 68               |
| 2019年（令和元年）  | 62               |
| 2020年（令和2年）   | 52               |

## 駅周辺
- 府中市上下支所
- 広島県立上下高等学校
- 府中市立上下北小学校
- 府中北市民病院
- 天領上下代官所跡
- 府中市上下歴史文化資料館
- 白壁の道（上下町商店街）
- 翁座：大正時代に建てられた木造芝居小屋（登録有形文化財）[3]
- 国道432号
- 広島県道25号三原東城線
- 広島県道27号吉舎油木線
- 広島県道221号上下停車場線
- 広島県道403号別迫上下線
- 石見銀山街道
- 上下川
- Aコープ 上下店

## バス路線
「上下駅前」停留所より、以下の路線バスが発着する。
- 中国バス
  - 府中上下線：道の駅びんご府中
- 広島交通・中国バス
  - ピースライナー：広島バスセンター / 甲奴駅前[注 1]
- 庄原市地域生活バス
  - 上下・総領線：田総の里西 / 府中北市民病院[注 2]

2017年9月までは、神石高原町（旧：神石町・三和町）への路線（呉ヶ峠行・高蓋行）もあった。

## 隣の駅
西日本旅客鉄道（JR西日本）
 福塩線
備後矢野駅 - 上下駅 - 甲奴駅